# 新山古墳

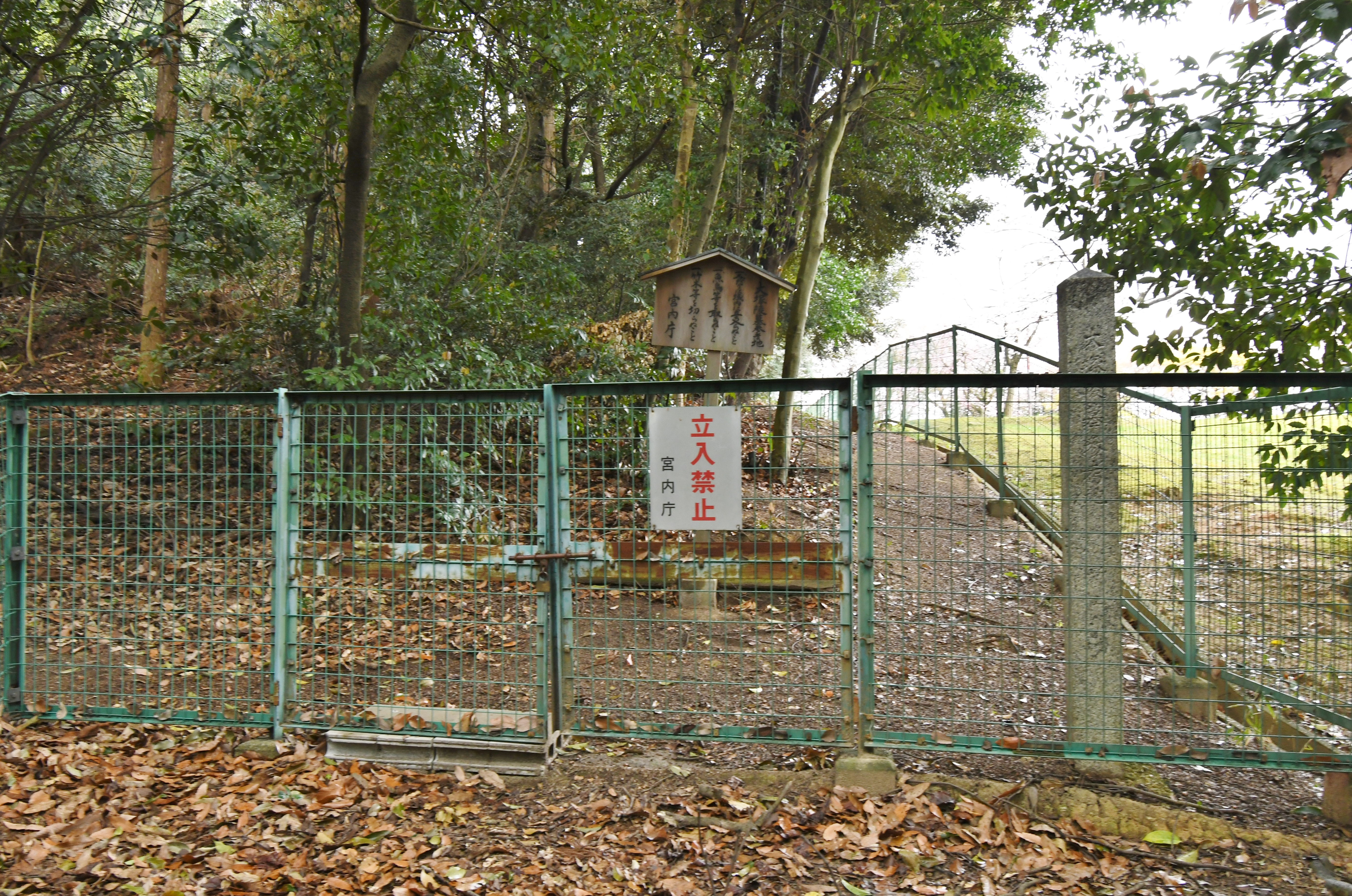
大塚陵墓参考地 拝所

新山古墳（しんやまこふん）は、奈良県北葛城郡広陵町にある古墳。形状は前方後方墳。馬見古墳群（南群）を構成する古墳の1つ。
実際の被葬者は明らかでないが、宮内庁により「大塚陵墓参考地」（被葬候補者：第25代武烈天皇）として陵墓参考地に治定されている。

## 概要
奈良県西部の馬見古墳群に属し、その群中でも初期に築造され、墳丘は前方部を南にむけ、全長約126メートル、後方部幅67メートル・高さ約10メートル、前方部幅約66メートルほどの前方後方墳である。1885年（明治18年）に所有者が植樹の際に穴を掘ったところ後方部にあった竪穴式石室につきあたり、銅鏡ほか多数の副葬品が出土している。
宮内庁によって武烈天皇の大塚陵墓参考地として管理されている。

## 副葬品
- 1885年（明治18年）の発掘[1]により、銅鏡34面出土、その内に直弧文鏡がある。この文様は3、4世紀のころに現れ、直線と弧線を組み合わせて形を作るが、その作図法は極めて難解である。各古墳の蓋・楯などの埴輪にも表現されている。銅鏡のうちの変形方格規矩神鏡は、紐の周りを方形に区画した中に十二支の漢字が、文字とは解読できないほど文様化したものになっている。
- 出土した銅鏡に、9枚の三角縁神獣鏡が含まれている[1]。
- 三葉文を透彫した帯金具は、河北省定県43号墓（後漢中山穆王劉暢墓）のものが最も古く、2世紀に出現している。その他に盤龍文系、龍・鳳凰文系、双龍文系、龍文系などがある。その内、銀製帯具は、江蘇省宜興（ぎこう）周氏墓群1号墓（西晋周處墓）その他の六朝期の古墳から出土した帯具と類似性が強い。江南からもたらされたものか、その影響を受けたものである可能性が高い。年代的には300年前後の製作と考えられる。

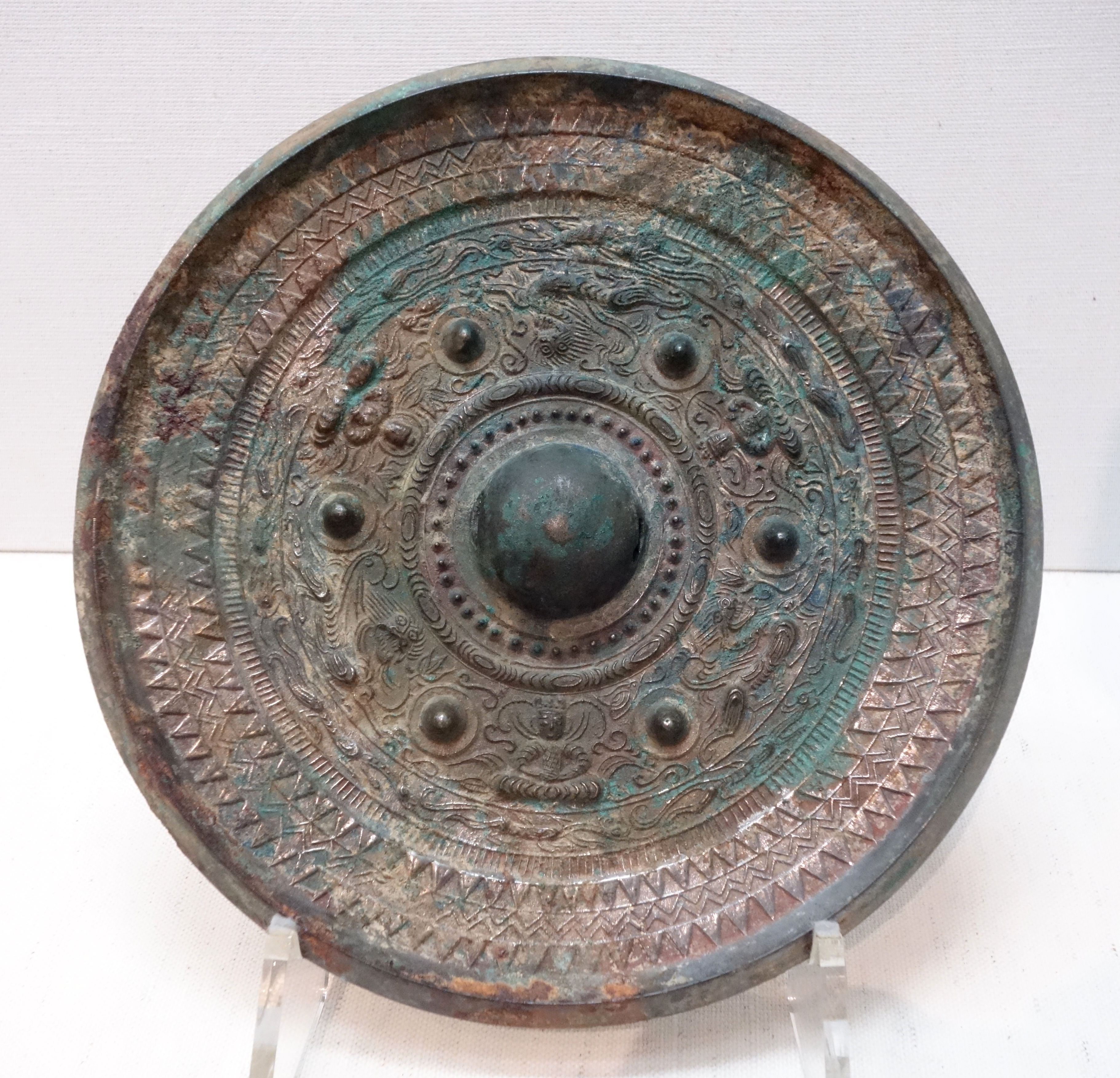
三角縁三神三獣鏡（三仏三獣鏡） 宮内庁蔵（東京国立博物館展示）
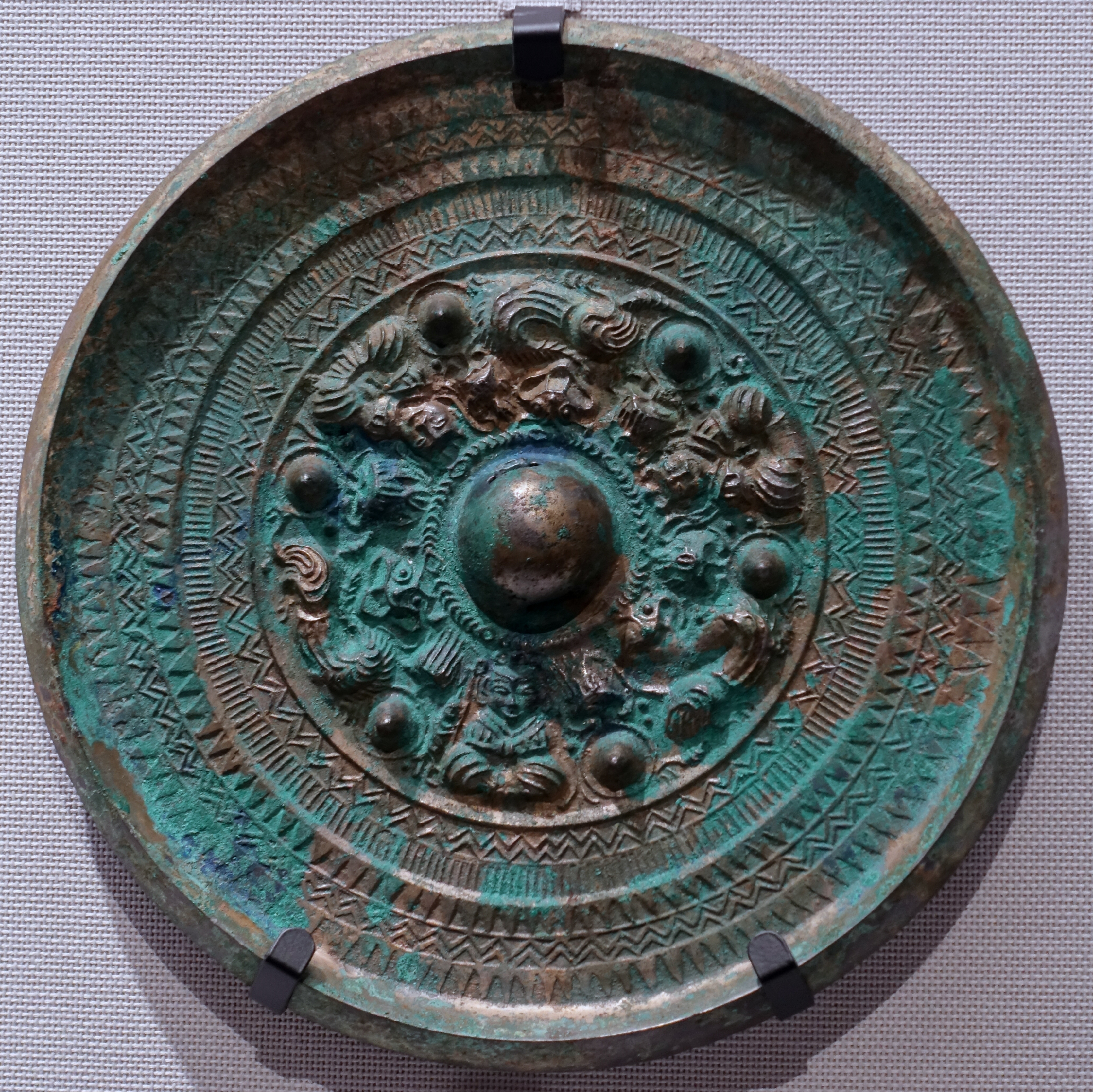
三角縁三神三獣鏡 宮内庁蔵（東京国立博物館展示）
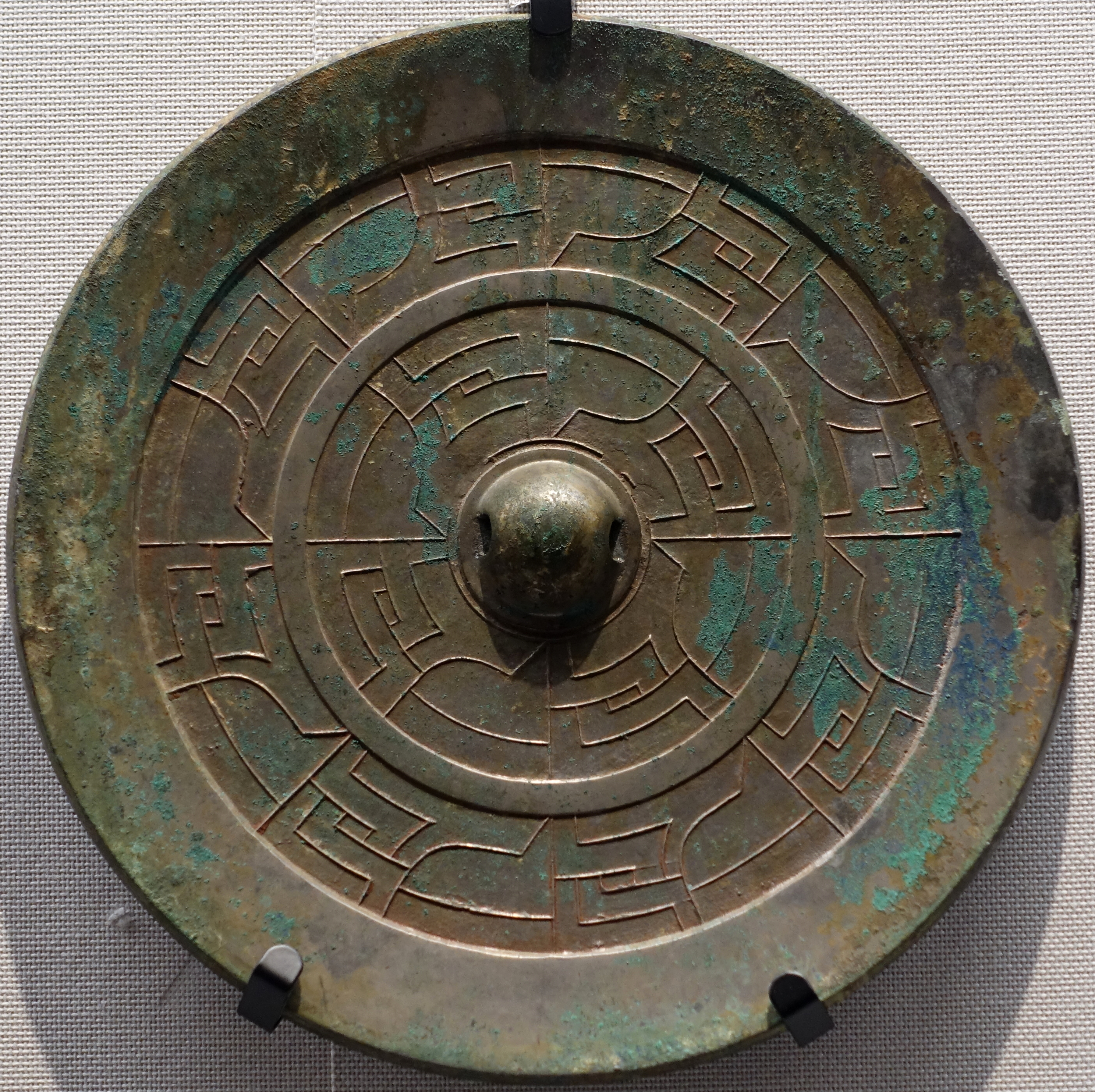
素文縁直弧文鏡 宮内庁蔵（東京国立博物館展示）
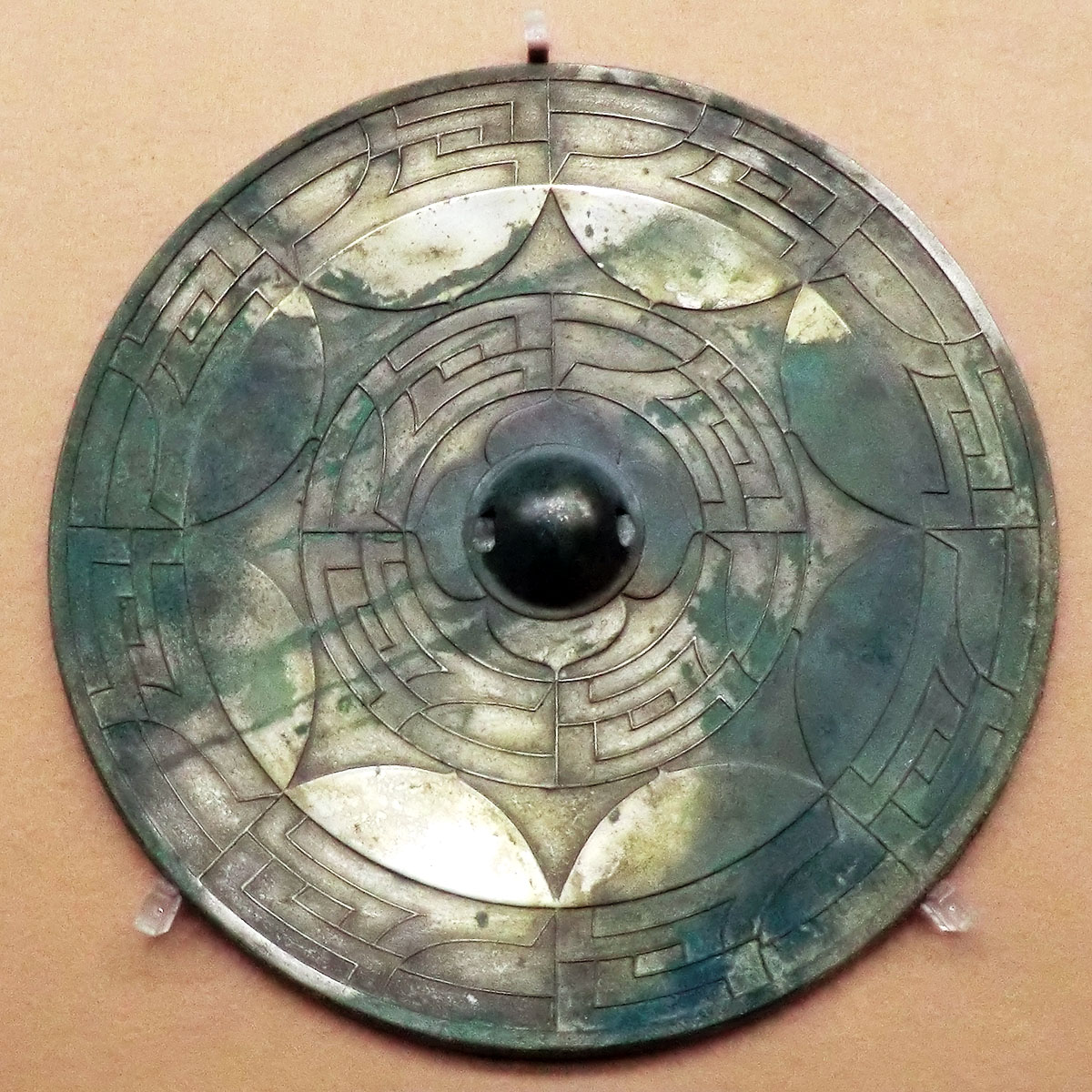
直弧文鏡（複製品、国立歴史民俗博物館展示）
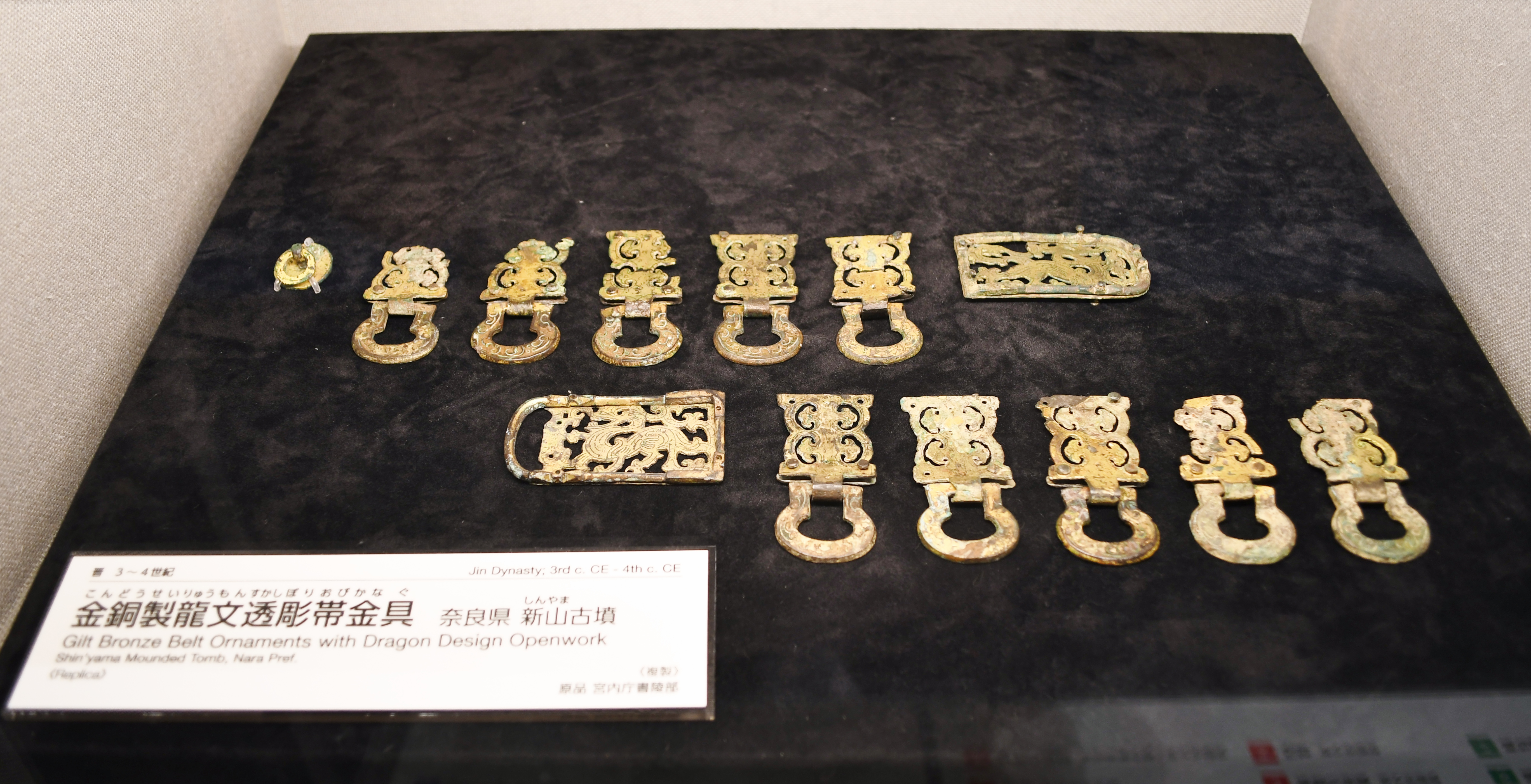
金銅製龍文透彫帯金具（複製品、国立歴史民俗博物館展示）